# Stará Říše
Stará Říše là một chợ huyện thuộc huyện Jihlava, vùng Vysočina, Cộng hòa Séc.